# Allosmaitia strophius
Allosmaitia strophius is een vlinder uit de familie van de Lycaenidae. De wetenschappelijke naam van de soort werd als Polyommatus strophius in 1823 gepubliceerd door Godart.

## Synoniemen
- Thecla scoteia Hewitson, 1877
- Thecla pion Godman & Salvin, 1887